# Real Madrid Castilla Club de Fútbol
El Real Madrid Castilla Club de Fútbol, también conocido como Real Madrid Castilla, o simplemente Castilla, es el equipo filial de fútbol del Real Madrid Club de Fútbol. Fue adscrito como club filial oficial el 21 de julio de 1972 bajo el nombre de Castilla Club de Fútbol, aunque existía desde 1947 con la antigua denominación de Agrupación Deportiva Plus Ultra bajo la que ya realizaba las funciones de filial. En ocasiones se le suele referir erróneamente por su antiguo apelativo de Real Madrid "B", debido al carácter de «segundo equipo» de la entidad, y denominación habitual en los equipos filiales de España.
Es el primer equipo que conforma las categorías inferiores del club, denominadas como «La Fábrica», siendo considerada como una de las mejores canteras futbolísticas de Europa. El diario francés L'Équipe así lo reflejó en un estudio realizado en 2014 donde resaltaba que 34 futbolistas profesionales que actualmente militan en alguna de las grandes cinco Ligas de Europa fueron formados en las instalaciones madrileñas, perteneciendo ocho de ellos al actual primer equipo del club. A fecha de 2021 son más de un centenar de futbolistas profesionales los formados en «La Fábrica» los que compiten en Europa, y el Centro Internacional para Estudios Deportivos (en inglés: International Centre for Sports Studies - CIES) la señala como la academia que produce más jugadores de primer nivel en Europa desde 2016.
El filial milita desde 2021 en la Primera Federación, tercera categoría del fútbol español en sustitución de la extinta Segunda División "B". A diferencia de otras Ligas europeas y mundiales de fútbol, en España la regulación y normativas que afecta a los equipos filiales permiten que estos puedan actuar como clubes profesionales a todos los efectos —pudiendo competir en el mismo sistema de Liga que el resto de equipos—, en vez de jugar una Liga separada de equipos filiales. El Castilla no puede ascender a una categoría superior o igual del fútbol español a la del primer equipo, siendo esta la Primera División.
Pese a que históricamente siempre actuó como un club de fútbol más dentro de la Real Federación Española de Fútbol (RFEF) —y por lo tanto con los mismos derechos que cualquier otro— en cuanto a las competiciones a disputar, en el año 1991 la Federación llevó a efecto un cambio en sus estatutos que afectó directamente a dichos equipos "B" o filiales. Desde ese momento se impidió la participación de estos equipos en la Copa del Rey, —circunstancia aún vigente en la actualidad—, y que ha dejado al equipo madridista como único filial de España y primero del mundo en disputar la final del torneo de Copa doméstica, en la que curiosamente se enfrentó a su primer equipo, el Real Madrid C. F.
Entre sus logros deportivos destaca un campeonato de la Segunda División en la temporada 1983-84, siendo el único filial español en conseguirlo, y el mencionado subcampeonato en la Copa del Rey de 1979-80 que perdió frente a su equipo matriz por 6-1. Este logró vino con el honor de ser el primer equipo de inferior categoría que conseguía eliminar a cuatro equipos de la Primera División,, otorgándole además el derecho a disputar la Recopa de Europa de la temporada 1980-81 al estar ya clasificado el primer equipo para disputar la Copa de Europa, convirtiéndose en el único equipo filial en la historia del fútbol en Europa en disputar una competición en dicho continente. Es además el mejor club filial por resultados deportivos de España.
El Castilla disputa sus partidos como local en el estadio Alfredo Di Stéfano localizado en la Ciudad Real Madrid, —complejo deportivo del club situado en Valdebebas y comúnmente denominado como Ciudad Deportiva en referencia a las antiguas instalaciones—, construido en honor al presidente de honor del club D. Alfredo Di Stéfano Laulhé con una capacidad de 6500 espectadores.

## Historia

### Antecedentes y primeros acuerdos

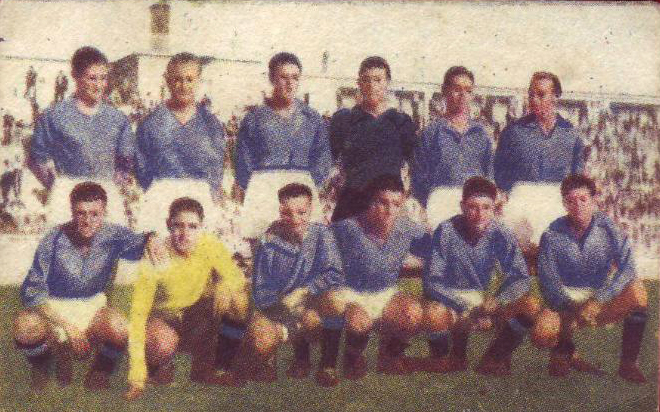
A. D. Plus Ultra de la temporada 1949-50, la de su primera comparecencia en Segunda División.

Pese a que el equipo filial madridista es fundado oficialmente en 1972 como un club absolutamente dependiente del Real Madrid Club de Fútbol bajo el nombre de Castilla Club de Fútbol, ya durante la temporada 1931-32 aparece un Castilla F. C. formado por jugadores del Racing de Madrid, el desaparecido Sporting de Madrid y algunos antiguos jugadores madridistas donde se fogueaba a futuras promesas hasta que finalmente desaparece en 1933.
Paralelamente, el 16 de diciembre de 1930 los empleados de la compañía de seguros Plus Ultra fundan la sociedad polideportiva Agrupación Deportiva Plus Ultra, con una masa social de 800 personas y secciones de baloncesto, rugby o remo entre otras. El club también actuaba y hacía las funciones de equipo filial del club madridista junto a otras entidades como el Club Deportivo Pardiñas, la Sociedad Primitiva Amistad, la Sociedad Recreativa El Cafeto, la Sociedad Stadium Foot-ball Club, el Club Patria Balompié, el Imperio Foot-ball Club o la Sociedad Deportiva Leganés, sociedades dispuestas a suministrarle jugadores al club de Chamartín a cambio de diferentes ayudas para su progresión y subsistencia en algunos casos. A ellos se unieron después de la Guerra Civil otros como la Agrupación Deportiva Ferroviaria, o el Club Deportivo Mediodía como equipos ayudados por los madridistas en su devenir deportivo.
Originalmente el Real Madrid C. F. mantenía diversos acuerdos con varios clubes madrileños que le hacían las veces de cantera, de donde nutrirse de jugadores que le resultaran interesantes para su primer equipo, recibiendo material deportivo y ayudas económicas a cambio. Uno de esos equipos era la citada Agrupación Deportiva Plus Ultra y que en 1946 se fusiona con el Club Deportivo Cifesa con motivo del ascenso a la Tercera División y antes del ascenso a la Segunda División en apenas dos temporadas. Uno año después estableció finalmente un acuerdo formal con el Real Madrid C. F. por el que pasó a convertirse en su club filial a cambio de las citadas ayudas prevaleciendo por encima del resto de clubes. 
Disputaba sus partidos tanto en su propio estadio, el Velódromo de Ciudad Lineal, como en el Estadio de Chamartín, recinto del primer equipo madridista, y estuvo cerca del ascenso a la Primera División en la temporada 1959-60. Del club aparecen grandes figuras como José María Zárraga, Enrique Mateos, Ramón Grosso, o Miguel Muñoz, y el club se convierte en un equipo inestable tras subir y bajar de categoría en numerosas ocasiones. Tras muchos esfuerzos para retornar a la Segunda División y tras perder varias fases de ascenso en las temporadas 1963-64, 1965-66, 1966-67, y 1967-68, entró en dificultades financieras a comienzos de los años setenta, momento en el que cedió los derechos federativos de forma oficial y permanente al club madridista en 1972, y pasar a ser un club con dependencia total de los blancos.

### Oficialidad como Castilla Club de Fútbol
El 21 de julio de 1972, al finalizar la temporada 1971-72, la A. D. Plus Ultra se disuelve por los malos resultados y es entonces cuando el Real Madrid, de mano de su presidente Santiago Bernabéu, adquiere los derechos deportivos y federativos del que a partir de entonces fue de manera oficial el nuevo filial madridista bajo el nombre de Castilla Club de Fútbol, en honor de la región histórica de Castilla.
Al año siguiente comenzó su andadura en la Tercera División donde se mantuvo hasta su ingreso en 1977 en la recién estrenada Segunda División "B" como tercera categoría del fútbol español. En ella se proclama subcampeón en el año de su estreno y así, en 1978, asciende finalmente a la Segunda División.

### La época dorada
En la temporada 1979-80 fue subcampeón de la Copa del Rey disputando una histórica final contra el primer equipo del Real Madrid Club de Fútbol en el Estadio Santiago Bernabéu. Esta hazaña no ha sido igualada nunca, poseyendo el honor de ser el único equipo filial que haya disputado una final en la historia de la Copa pese a que perdería por 6-1.
En las eliminatorias, el Castilla se deshizo del Extremadura, el AD Alcorcón, el Racing de Santander y a los entonces equipos de primera división, Hércules CF (tras levantar el 4-1 de la ida con un 4-0 en Madrid), el Athletic Club (al vencer en la vuelta en San Mamés por 1-2 y el empate sin goles en la capital), y a la Real Sociedad (con un resultado global de 3-2), que ese año terminaría siendo subcampeón de liga y la ganaría los dos años siguientes. En semifinales se enfrentó al Sporting de Gijón de Quini, tras vencer por 4-1 en el partido de vuelta, remontando un 2-0 de la ida.
Por tal motivo, participó en la Recopa de Europa del siguiente año donde caería en la primera ronda frente al West Ham United, venciendo en el Santiago Bernabéu por 3-1, pero cayendo derrotado por 5-1 en Londres tras una prórroga.

#### Gestación de la «Quinta de El Buitre»
Fue el periodista Julio César Iglesias el primero en usar el apelativo, en un artículo publicado por el diario El País el 14 de noviembre de 1983 titulado «Amancio y la quinta del Buitre». En él, Iglesias hablaba de un grupo de cinco futbolistas que por entonces destacaban en el Castilla Club de Fútbol —filial del Real Madrid C. F.—, y que esa temporada se proclamó campeón de la Segunda División de España siendo el primer y único filial de la historia en conseguirlo.
El hecho se produjo en la temporada 1983-84 bajo la dirección de Amancio Amaro tras superar en la última jornada al Athletic Club, el Bilbao Athletic de Julio Salinas y Genar Andrinua que entrenaba José Ángel Iribar. El equipo estaba formado por la mítica generación de «La Quinta de El Buitre» que iba alternando su actuación en el filial con apariciones en la primera plantilla. La misma estuvo formada por Emilio Butragueño —líder deportivo de la generación—, Míchel González, Miguel Pardeza, Manolo Sanchís y Rafael Martín Vázquez.

“Castilla Club de Fútbol, esplendor en la hierba
La serie goleadora de Butragueño, El Buitre, es una muestra de calidad personal y es también el resultado de una suma de esfuerzos. Detrás de El Buitre están el trabajo de un entrenador con imaginación, Amancio Amaro, míster AA, y el ingenio colectivo de Michel, Pardeza, Sanchís y Martín Vázquez. Una promoción a la que los hinchas comienzan a llamar La quinta de El Buitre. [...]
Sin embargo, la ascensión de El Buitre ha sido un fenómeno asociativo; su juego y sus goles han sido posibles gracias a la rara coincidencia de una emoción popular, de un gusto de la hinchada por la fantasía, y de una quinta de extremos fulgurantes y mediocampistas finos y geométricos. Los goles de El Buitre son cosa de Fuenteovejuna. De todos a una. [...]”
Julio César Iglesias, 14 de noviembre de 1983. Madrid. 

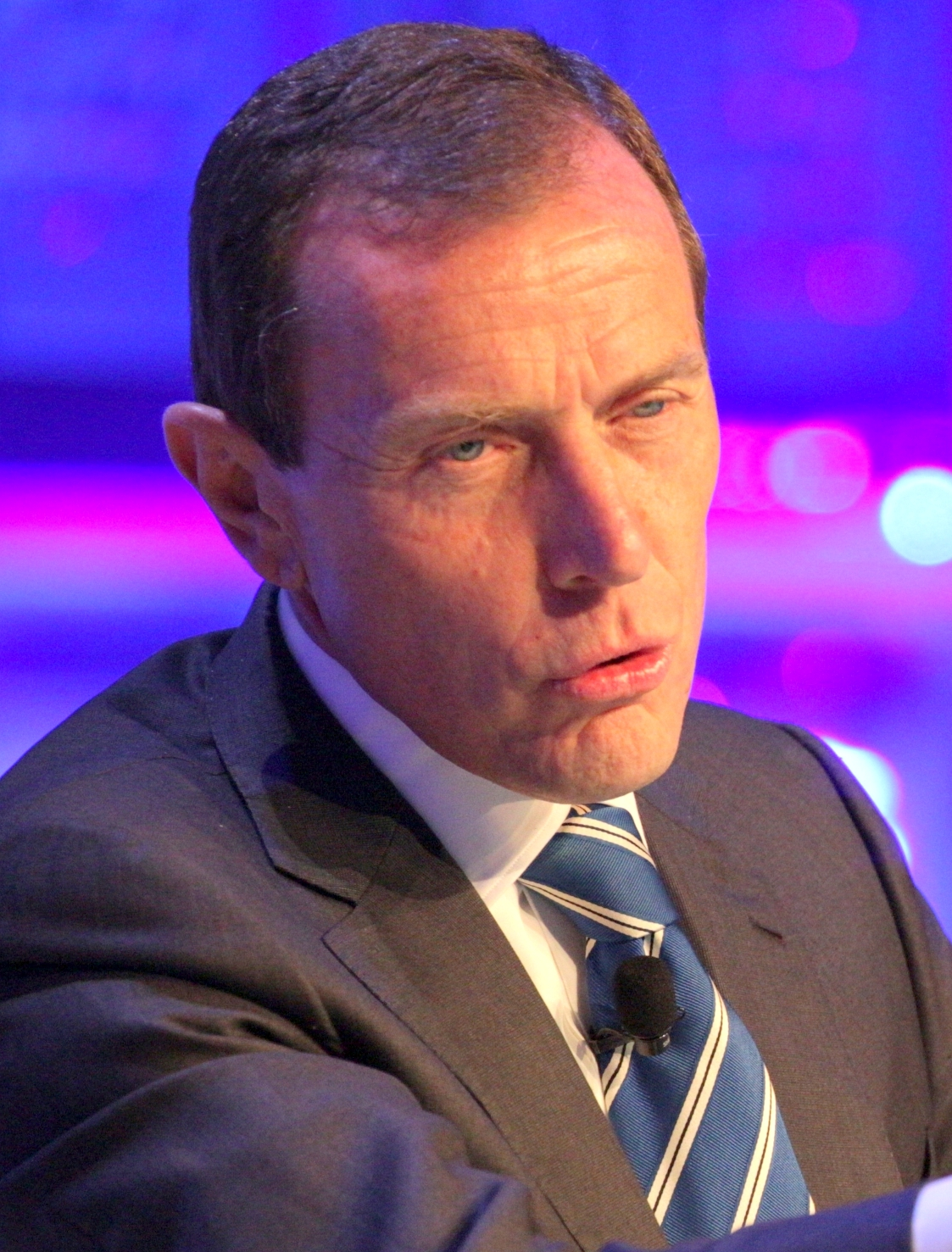
Emilio Butragueño, líder generacional de la recordada «Quinta de El Buitre».

La expectación por ver a los jóvenes futbolistas era tal que en ocasiones disputaba sus partidos en el Estadio Santiago Bernabéu. Sus partidos llevaban casi tantos espectadores como los partidos del primer equipo, como los partidos de Copa del Rey o frente al citado Bilbao Athletic con quien mantenía una gran rivalidad y disputa, y que llegaban a reunir hasta a ochenta mil espectadores. Sus resultados además se vieron secundados por grandes actuaciones en la Copa del Rey, competición que disputó hasta la prohibición de la Federación a equipos filiales, y en donde eliminó a varios equipos de Primera División en sus participaciones.
Sanchís y Martín Vázquez fueron los primeros en debutar en la primera plantilla en Primera División, dándoles la oportunidad el entonces técnico Alfredo Di Stéfano. Fue en Murcia, el 4 de diciembre de 1983. A pesar de sus 18 años, ambos tuvieron una actuación destacada, y Sanchís incluso marcó el gol de la victoria. Unos días después, el 31 de diciembre de 1983, Pardeza disputó siete minutos con el primer equipo ante el Real Club Deportivo Español. El onubense —era el único integrante de la Quinta nacido fuera de Madrid— no tuvo la continuidad de Sanchís y Martín Vázquez, y completó la mayor parte de la temporada en el filial.
Apenas unos meses después, el 5 de febrero de 1984, debutó Emilio Butragueño en Cádiz. El Buitre saltó al terreno de juego cuando su equipo perdía 2-0 frente al Cádiz Club de Fútbol y revolucionó el partido con dos goles y una asistencia que culminaron la remontada madridista.
Míchel fue el único que disputó toda la temporada 1983/84 en el Castilla C. F. y no le llegó la oportunidad de debutar en el primer equipo hasta el 2 de septiembre de 1984, coincidiendo con la primera jornada de la siguiente temporada.
Mientras Butragueño, Sanchís, Martín Vázquez y Míchel se consolidaron en el primer equipo, Pardeza militó en el Castilla durante toda la temporada 1984/85 y la 1985/86 fue cedido al Real Zaragoza. Un año después volvió a la disciplina madridista, pero en 1987 se desvinculó definitivamente del club blanco para regresar a Zaragoza.
Los otros cuatro integrantes de la Quinta del Buitre convirtieron al club en uno de los mejores equipos de España y Europa durante la segunda mitad de los años 1980. Conquistaron, entre otros títulos, cinco campeonatos de Liga consecutivos (1985 a 1990), siendo la segunda vez que lo conseguía y el único club en lograrlo en la historia de la competición, una Copa de la Liga (1985), tres Supercopas de España (1988-90) y dos Copas de la UEFA (1985 y 1986).

### Regulaciones federativas y las nuevas generaciones
En 1990, tras una normativa de la Federación Española que afectaba los equipos filiales, debe disolverse. Así ocurre el 1 de julio y desaparece como club pasando a ser equipo dependiente y adoptando la denominación de Real Madrid Deportivo, perdiendo además del nombre, su escudo original, y los nuevos los adoptaría ambos del primer equipo. Durante esos primeros años empiezan en el club su carrera como entrenadores dos antiguos futbolistas que pasaron por sus filas: Vicente del Bosque y Rafa Benítez. Los siguientes años alternaría descensos y ascensos entre la segunda y la segunda división "B" ya bajo el nombre de Real Madrid Club de Fútbol "B" debido a normas federativas.

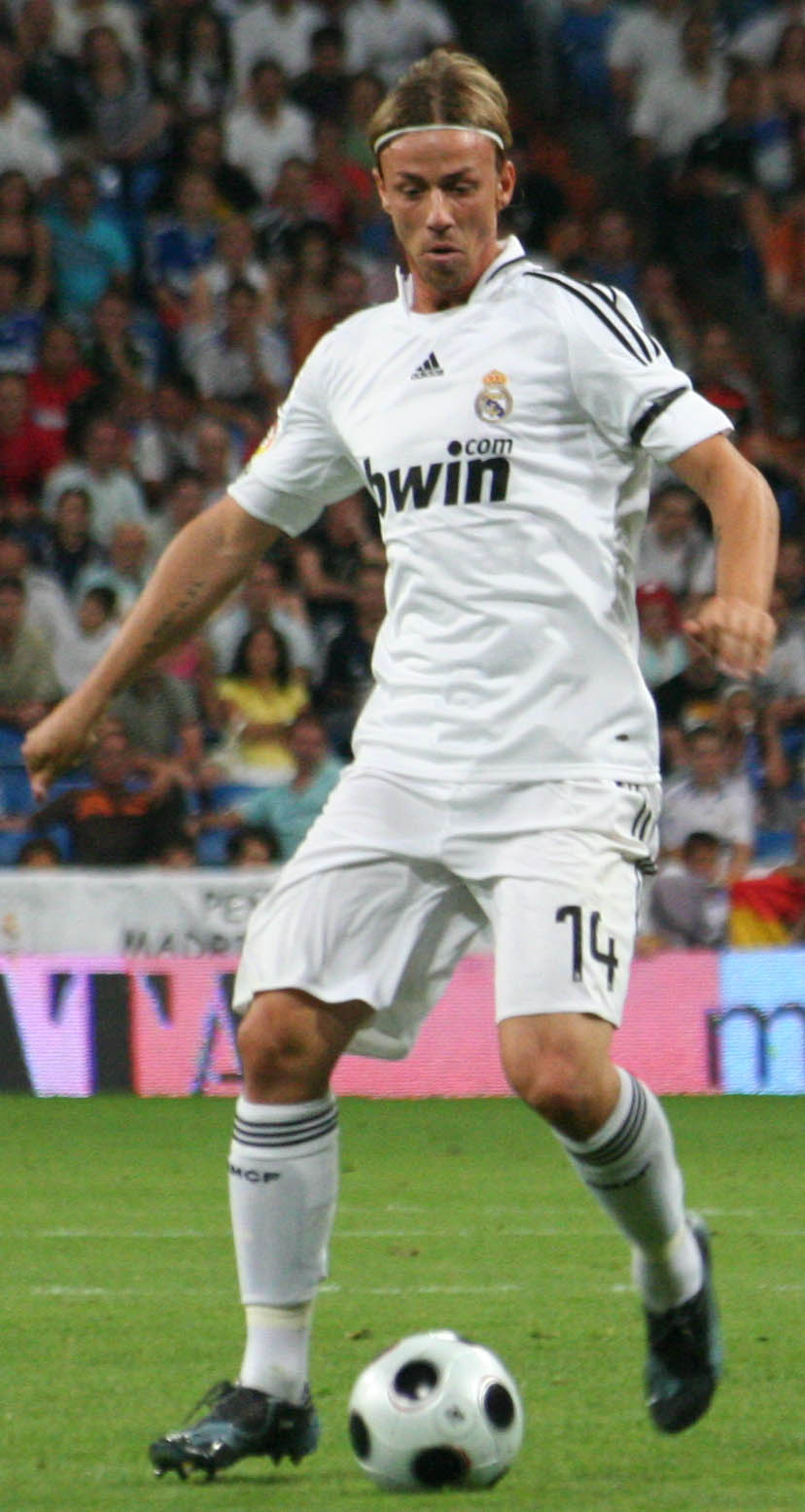
José María Gutiérrez Guti, uno de los canteranos más exitosos del primer equipo.

Fue entonces cuando surgirían en el equipo otros grandes talentos como Ismael Urzaiz, Santiago Cañizares, José María Gutiérrez Guti o Álvaro Benito entre otros, además de Raúl González o Iker Casillas, aunque estos últimos apenas disputaron uno y cuatro partidos en el equipo filial y fueron promocionados prematuramente al primer equipo. Grandes generaciones dentro del equipo permitieron que el filial disputase 18 temporadas en la Segunda División compitiendo con primeros equipos históricos del fútbol español. Durante la temporada 2004-2005, el equipo ascendió a la Segunda División de España, tras derrotar en la fase de ascenso al Zaragoza "B" y al UB Conquense en unos partidos que disputó como local en el Estadio Santiago Bernabéu.
Por esta razón, en el verano de 2005 la Federación Española de Fútbol le concedió la petición de cambio de nombre al de Real Madrid Castilla C. F.. Sin embargo, no logra recuperar su antiguo escudo bajo la dirección del nuevo presidente Francisco Moreno Cariñena. En la temporada 2005-06, disputó las dos primeras jornadas como local en el estadio Santiago Bernabéu para luego disputar el resto de la temporada en la Ciudad Deportiva de Valdebebas. Los últimas dos jornadas como local ya las pudo disputar en el recién inaugurado Estadio Alfredo Di Stéfano. En la dicha temporada consiguió mantenerse pero en la temporada 2006-07 perdió la categoría al finalizar 19.º, pese a contar con una de las mejores generaciones de futbolistas que dio la cantera, con hombres como Juan Mata, Roberto Soldado o Álvaro Negredo. Desde entonces se mantuvo un lustro en la Segunda División "B", sin conseguir ascender a la Segunda División.
En la temporada 2010-11, ya bajo la presidencia de Nicolás Martín-Sanz, el equipo consigue acceder a la fase de ascenso a segunda división, pero cae derrotado frente al fuerte C. D. Alcoyano —que finalmente logró subir de categoría— por 0-2 en el Estadio Santiago Bernabéu y tras empatar 2-2 en la vuelta en Alcoy. Al año siguiente, queda campeón del Grupo I, lo que le permite jugar la eliminatoria directa por el ascenso contra el Cádiz CF. En el partido de ida, el Castilla vence por 0-3 a domicilio, lo que le dejó a priori un partido cómodo para la vuelta en el Estadio Alfredo Di Stéfano, al no poder disputarse en el Estadio Santiago Bernabéu por encontrarse en reformas. En el partido de vuelta, el Castilla resuelve la eliminatoria con un 5-1 y logra el ascenso a Segunda División tras lograr un resultado global de 8-1.

Posteriormente, y con el ascenso ya logrado, disputó contra el C. D. Mirandés la final para dilucidar el campeón de la Segunda División "B". En ella, jugada a doble partido, el Castilla derrotó al conjunto castellano-leonés por un global de 6-0, conquistando así su cuarto título de esta categoría. En aquel equipo militaron futbolistas como Jesé Rodríguez y Álvaro Morata —referentes del grupo— Dani Carvajal, Nacho Fernández, Denís Chéryshev o Lucas Vázquez entre otros, formando otra de las mejores generaciones dadas por el club.
En la nueva temporada, el Real Madrid Castilla sorprende tanto por su acierto goleador, como por su debilidad defensiva, dejando ver en sus encuentros un gran número de goles, aunque con el paso de los partidos se fue notando su crecimiento en la nueva categoría, demostrando la gran diferencia de competitividad respecto al año anterior. Al final del curso, batió su mejor registro goleador en la categoría, superando al Castilla de la «Quinta del Buitre» alcanzando un total de setenta y un goles, dos más que los logrados en la citada campaña 1983-84 donde se proclamó campeón de la categoría.
Al año siguiente, la salida de muchos de los citados futbolistas de la plantilla propició que se hubiese de reestructurar el equipo por completo lo que unido a una gran escasez goleadora —en contraposición con el curso anterior— acarreó un mal arranque liguero, que a su vez desencadenó la destitución al frente del equipo de Alberto Toril, entrenador del mismo desde enero de 2011.
Su sucesor en el cargo, José Manuel Díaz —hasta la fecha entrenador del segundo filial, el Real Madrid Club de Fútbol "C"—, trajo nuevos aires que dieron con una mejoría en el conjunto que le permitió abandonar el último lugar de la clasificación merced a cuatro victorias consecutivas encadenadas, algo que no lograba el filial en la categoría de plata desde la temporada 1988-89. Sin embargo, una mala racha de resultados en la recta final del campeonato terminó provocando el descenso del Castilla en la última jornada del campeonato.

### Actualidad
Para afrontar el regreso a la Segunda División, el club confirmó al histórico exfutbolista francés Zinedine Zidane al frente de la plantilla, además de llevar a cabo una reestructuración en las categorías inferiores que propició la desaparición del hasta entonces segundo filial, con el propósito de reunir únicamente en el Castilla a los mejores candidatos de ambos equipos que pudieran llegar a formar parte de la primera plantilla madridista en el futuro.
Tras no conseguir disputar la fase de ascenso al finalizar quintos de su grupo, se llevaron a cabo contrataciones de futbolistas con gran proyección como Carlos Abad, además de promocionar a jugadores como Borja Mayoral, Marcos Llorente o José Carlos Lazo entre otros. El equipo, del que se hizo cargo a mitad de temporada Luis Miguel Ramis debido a la promoción de Zidane al primer equipo, realizó una buena campaña merced sobre todo al acierto goleador de Mariano Díaz, autor de 25 tantos que ayudaron al equipo se proclamase por quinta vez en su historia campeón de grupo de la división. Ello le valió para disputar la fase de ascenso en la que cayó derrotado en la ruta de los campeones frente al Universidad Católica de Murcia Club de Fútbol por un global de 4-3 en una eliminatoria llena de polémica por la excesiva dureza y permisividad de los árbitros en favor del equipo murciano, llevándole a disputar la segunda fase de ascenso. En ella cayó en la primera eliminatoria frente al Club Lleida Esportiu tras un 0-4 global que le impidió subir a la segunda categoría del fútbol español.
El equipo no volvió a tener oportunidad de ascenso hasta la temporada 2018-19, dirigidos por Manolo Díaz, en la que nuevamente fue eliminado en el primer cruce por el Fútbol Club Cartagena. Una victoria por 3-1 en la ida fue revertida por los cartageneros al vencer en la vuelta por 2-0 y clasificarse merced al gol en campo rival en el empate técnico 3-3. Para la nueva temporada fue contratado el exjugador y excanterano Raúl González como entrenador, hasta entonces dirigiendo al juvenil "B". La dificultad para planificar la plantilla con mayoría de jugadores procedentes del primer equipo juvenil a comienzo de temporada condicionó la temporada, situándose en mitad de la tabla de clasificación al final de la primera vuelta.
A mitad del curso —tras una mejora del equipo— las competiciones se cancelaron por parte de la UEFA, la RFEF y la La Liga, debido a un brote del coronavirus tipo 2 del síndrome respiratorio agudo grave, una pandemia global vírica que llegó a Europa desde Asia, provocando contagios, fallecimientos y retroceso económico. Tras una mejoría después de meses de confinamiento de la población para frenar los contagios, el gobierno decretó que las competiciones profesionales pudieran retomar su actividad sin público en las gradas, no así las del resto de categorías, dándose por finalizadas tal cual se encontrasen en ese momento las clasificaciones. Así, el equipo finalizó séptimo el campeonato.
Tras la reanudación de las competiciones en la temporada 2020-21, el equipo finalizó subcampeón de su grupo y se clasificó para disputar el sistema de ascenso a las nuevas categorías del fútbol español tras una reestructuración de las mismas por parte de la RFEF de cara al curso 2021-22. En la disputa del ascenso finalizó como tercero con lo que aseguró su plaza en la Primera Federación —categoría que sustituyó a la Segunda División "B"— y tuvo opción de subir a la Segunda División de España, pero fue eliminado en las semifinales por la Unión Deportiva Ibiza.
Fue así uno de los equipos que estrenó la nueva Primera Federación, encuadrado en el grupo II y también en temporada 2023–24 , aún bajo dirección de Raúl González, donde finalizó en décima posición.

## Símbolos

### Uniforme
En sus inicios como A. D. Plus Ultra el club filial poseía su propio uniforme al igual que el escudo. Este constaba de camiseta azul, pantalones blancos y medias azules. Así continuó, salvo pequeñas modificaciones aunque siempre manteniendo sus colores, hasta la temporada 1972, fecha en la que se disuelve para pasar a ser oficialmente el filial del Real Madrid y tener total dependencia de él. En su primera temporada el Castilla mantiene el color azul en su equipación, pero en 1973 cambia sus colores por los de su equipo matriz, con todos sus complementos de color blanco, manteniéndose inalterable, y evolucionando al igual que el del primer equipo, hasta la actualidad.
| Primero | (Ver evolución) | Actual |

### Escudo
En sus inicios como A. D. Plus Ultra poseyó un escudo propio hasta que se cambió en 1972 —fecha en la que pasó a tener total dependencia del Real Madrid Club de Fútbol— por uno propio a semejanza del club madridista.
Con las iniciales de Castilla Club de Fútbol entrelazadas como en el escudo del Real Madrid Club de Fútbol, la sustitución de la "M" por la "C" del Castilla, con la banda morada atravesándolo, pero sin la corona real, y con la denominación del club alrededor de un fondo azul. A partir de 1990-91, tras la normativa de filiales de la Real Federación Española de Fútbol, el club pasa a usar el escudo del Real Madrid. Hubo un intento por recuperarlo en 2005 al igual que se recuperó el nombre, pero no se consiguió y el filial sigue usando el escudo del primer equipo.
|                                                   |
| Escudo usado hasta su venta federativa (1930-72). |

|                                                 |
| Cambio a semejanza del primer equipo (1972-91). |

|                                                       |
| Adopta íntegro el escudo del primer equipo (1991-97). |

|                                                        |
| Estilización de la corona y ajuste de tonos (1997-01). |

## Instalaciones

### Estadio

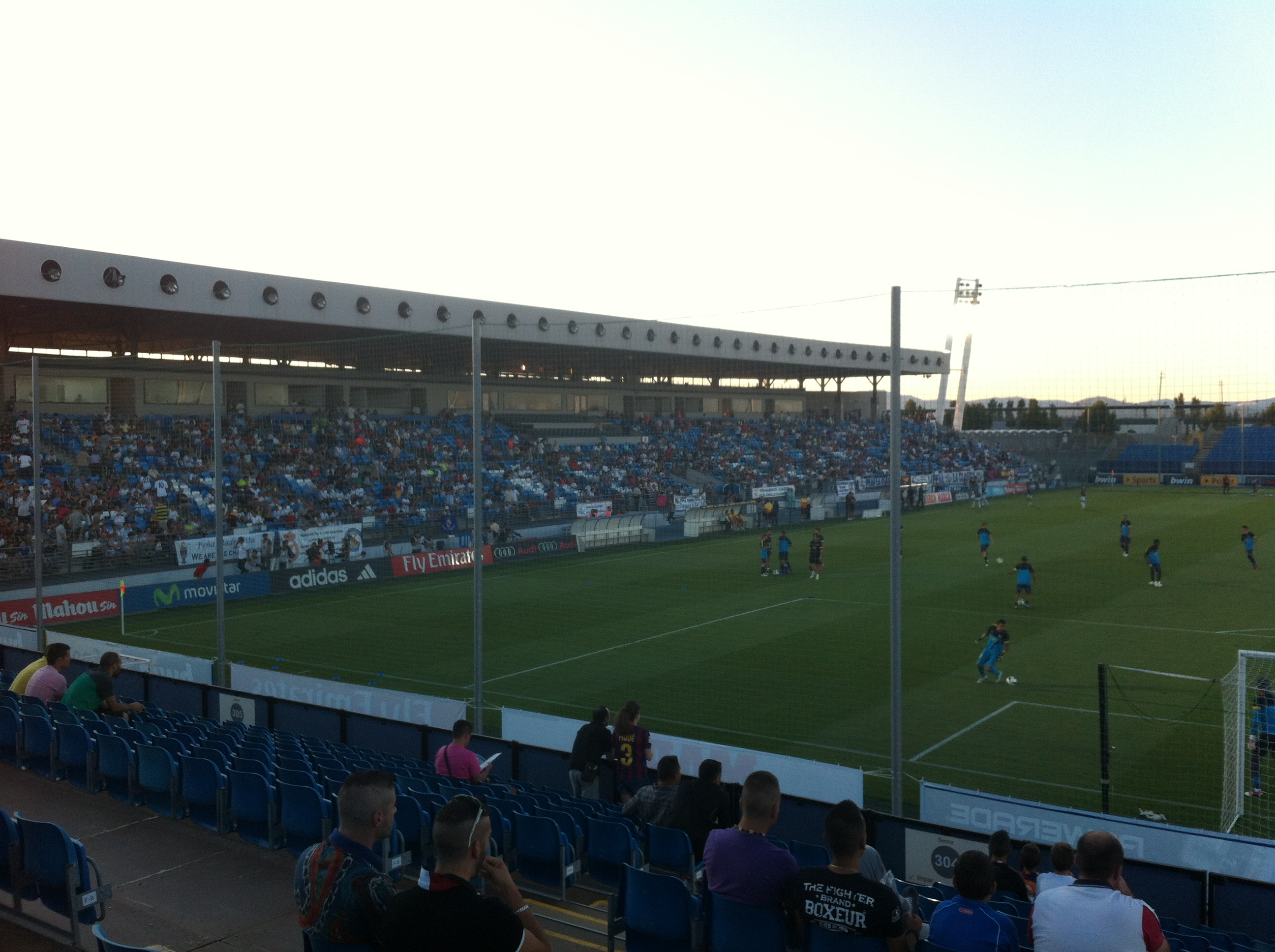
Vista del Estadio Alfredo Di Stéfano.

El Real Madrid Castilla disputa sus encuentros como local en el Estadio Alfredo Di Stéfano, situado en la Ciudad Real Madrid en Valdebebas. Fue inaugurado el 9 de mayo de 2006 y posee una capacidad de 6000 espectadores, todos sentados, y unas dimensiones de 105 x 68 metros. La capacidad del estadio se verá aumentada a los 25 000 espectadores cuando concluyan todas las fases de construcción previstas en la Ciudad Real Madrid.
La calefacción propia, con la que el recinto puede ser también utilizado si fuese conveniente como zona de entrenamiento del club y la cubierta movible del lateral son algunas de las más novedosas técnicas de que dispone el estadio, para favorecer tanto al club como a los medios informativos y los aficionados.
El estadio fue inaugurado con un encuentro entre el primer equipo, el Real Madrid Club de Fútbol y el Stade de Reims, en honor a la final de la primera Copa de Europa, máxima competición de clubes europeos, que fue ganada por el equipo blanco por 6-1. El autor del primer gol fue Sergio Ramos en el minuto 14' tras un pase de Robinho. Antes de dicho encuentro se jugó un partido que enfrentó al equipo de veteranos del club contra un combinado de veteranos de la selección española, que precedió al acto de presentación y homenaje al presidente de honor D. Alfredo Di Stéfano, emblemático jugador del club del que toma su nombre.
Una estatua de bronce del citado exfutbolista preside el acceso al estadio, representando una de sus más conocidas estampas al celebrar un gol en las semifinales de la Copa de Europa de 1957-58 frente al Budapesti Vasas S. C. en el que anotó un triplete, en la que a la postre sería la tercera Copa de Europa consecutiva del club.
Antiguamente y bajo la denominación de A. D. Plus Ultra disputaba sus partidos en el extinto Velódromo de Ciudad Lineal (renombrado Estadio Antonio Borrachero el 1 de abril de 1966), el antiguo campo donde el primer equipo del Real Madrid C. F. jugó como local en la temporada 1923-24. Fue adquirido en propiedad por el club en la temporada 1945-46 en su estreno en Tercera División.
Desde la temporada 1972-73, fecha en la que el club es rebautizado y refundado oficialmente como filial madridista con el nombre de Castilla C. F., hasta la temporada 1991-92, el equipo disputó sus partidos como local en el Estadio Santiago Bernabéu. En la temporada 1992-93, el filial se movió a la antigua Ciudad Deportiva del Real Madrid. Allí permaneció hasta agosto de 2004, cuando el equipo se trasladó de forma temporal a la Ciudad del Fútbol de Las Rozas para poder entrenar y jugar los partidos como local mientras tenían lugar las obras de demolición de la antigua Ciudad Deportiva y construcción de la nueva. En octubre de 2005, se mudó definitivamente a Valdebebas, lugar de la actual Ciudad Deportiva del club: la Ciudad Real Madrid.
Para la temporada 2020-21, dado que el primer equipo seguiría disputando sus encuentros como local en el Estadio Alfredo Di Stéfano debido a las obras de remodelación que el club está acometiendo en el Estadio Santiago Bernabéu y al hecho de que no se permitía el ingreso de público en los estadios de equipos profesionales en España por la pandemia de COVID-19, el Castilla pasó a jugar sus partidos en el campo 7 de la Ciudad Real Madrid.

### Ciudad deportiva
La oficialmente denominada Ciudad Real Madrid es un complejo deportivo donde se encuentran las residencias de jugadores y los campos de entrenamiento de las distintas categorías de la sección de fútbol, además de las sedes de la radio y la televisión del club. Se encuentra situada en el Parque de Valdebebas, en el norte de Madrid, muy cercana al aeropuerto de Madrid-Barajas. Es inaugurada en el año 2005, en sustitución de la antigua Ciudad deportiva del Paseo de la Castellana, tras una recalificación de los terrenos en propiedad del club en una operación junto con el Ayuntamiento de Madrid.
Tiene una superficie de 1 200 000 metros cuadrados, de los que hasta el momento se han desarrollado unos 300 000. El complejo incluye además de las instalaciones médicas y de entrenamiento para el primer equipo y las secciones inferiores de fútbol, residencias y doce campos de juego, incluyendo el Estadio Alfredo Di Stéfano.

## Datos del club

### Denominaciones
A lo largo de su historia, el equipo madridista ha visto como el nombre del club variaba por diversas circunstancias hasta la denominación actual de Real Madrid Castilla Club de Fútbol, vigente desde 2005. El club filial se inició bajo el nombre de Agrupación Deportiva Plus Ultra, cuando en 1947 se oficializa el acuerdo de colaboración con la entidad de seguros, y con el de Castilla Club de Fútbol tras su oficialización en 1972.
A continuación se listan las distintas denominaciones de las que ha dispuesto el club a lo largo de su historia:
- Agrupación Deportiva Plus Ultra: (1947-1972) Nombre bajo el acuerdo como filial con la A. D. Plus Ultra.
- Castilla Club de Fútbol: (1972-1990) Oficialización y compra de los derechos como filial a la A. D. Plus Ultra.
- Real Madrid Deportivo: (1990-91) Pasa a ser totalmente dependiente del primer equipo.
- Real Madrid Club de Fútbol "B": (1991-2005) Cambio tras la normativa de la RFEF respecto a equipos filiales.
- Real Madrid Castilla Club de Fútbol: (2005-Act.) Recuperación de la histórica denominación tras recibir el permiso de la RFEF.

### Palmarés
El Castilla C. F. acumula en sus más de 66 años de historia como filial madridista numerosos trofeos nacionales. Entre sus mejores actuaciones destacan por importancia, una Liga —complementada con otras diez de divisiones inferiores— y un subcampeonato de la Copa del Rey que le permitió lograr el mayor logro deportivo de su historia: una participación en competición continental —concretamente en la Recopa de Europa y siendo equipo de Segunda División—, siendo el único filial en la historia del fútbol en lograr los tres citados honores.
Posee tres récords únicos, el de único club militante de la Segunda División de España en disputar una competición europea en España, la Recopa de Europa en la temporada 1980-81 donde fue eliminado en treintaidosavos de final; el de único club filial europeo en disputar una competición internacional, la ya citada Recopa de Europa; y ser el único equipo filial en disputar una final de Copa del Rey. Estos dos últimos son inigualables al no estar ya permitida la participación de filiales tanto en competición europea como en la Copa del Rey.
A raíz de su clasificación para la Recopa de Europa por su papel en la anterior Copa del Rey donde fue subcampeón tras enfrentarse al primer equipo, tanto la UEFA como la RFEF iniciaron un proceso de modificación de las normativas, efecto en la temporada 1990-91, para evitar que cualquier otro club filial pudiese participar tanto en competición nacional como internacional —a excepción de la Liga que le corresponda, siempre en divisiones inferiores a la de su primer equipo—.
Nota: en negrita competiciones vigentes en la actualidad. Indicado el récord del torneo 
Torneos nacionales (12)
| Competición nacional           | Competición nacional | Títulos                                                 | Subcampeonatos                 |
| ------------------------------ | -------------------- | ------------------------------------------------------- | ------------------------------ |
| Segunda División de España     | 1                    | 1983-84.                                                |                                |
| Campeonato de España de Copa   | —                    |                                                         | 1979-80. (1)                   |
| Segunda División "B" de España | 5                    | 1990-91, 2001-02, 2004-05, 2011-12 (absoluto), 2015-16. | 1977-78, 1997-98, 2003-04. (3) |
| Tercera División de España     | 6                    | 1948-49, 1954-55, 1956-57, 1963-64, 1965-66, 1967-68.   | 1966-67. (1)                   |

Torneos internacionales (0)
| Competición internacional | Competición internacional | Títulos | Subcampeonatos |
| ------------------------- | ------------------------- | ------- | -------------- |
| Recopa de Europa          | —                         |         |                |

### Trayectoria
Suma unos números a lo largo de sus participaciones ligueras que le han permitido colocarse en la vigesimosegunda posición histórica de la Segunda División, entre sus 172 participantes históricos, superando a numerosos primeros equipos que pueden participar —a diferencia de los castillistas— en la máxima categoría del fútbol nacional. Es el mejor equipo filial en la historia del campeonato merced a sus 33 temporadas de participación, y el único entre ellos en haberse proclamado campeón de la categoría, la cual es su mejor resultado histórico. El peor lo sufrió en dos campañas, con un decimoctavo puesto.
Su debut en Segunda División de produjo en la temporada 1949-50 en un partido frente a la Unión Deportiva Salamanca que finalizó con victoria del equipo filial madrileño —bajo su antigua denominación de A. D. Plus Ultra— por cuatro goles a tres. En lo referente a goleadas, el equipo logró su mejor victoria en la temporada 1960-61 cuando derrotó al Real Jaén Club de Fútbol por un contundente 11-0, mientras que su peor resultado fue en la temporada 1988-89 cuando cayó derrotado frente a la Real Zaragoza por 7-0, quien fue el vencedor final de dicho torneo.
En la segunda competición por importancia, el Campeonato de España de Copa, lo disputó un total de treinta ocasiones antes de que la RFEF modificase los estatutos prohibiendo disputarla a los equipos filiales. Pese a ello, sumó un subcampeonato en 1979-80 como mejor resultado, que le permitió disputar la Recopa de Europa y ser el único equipo filial en disputarla en la historia del torneo. Su peor participación en Copa la repitió en diez ocasiones al ser eliminado en la primera ronda.
Nota: En negrita competiciones activas.
| Competición                                | P.J. | P.G. | P.E. | P.P. | G.F. | G.C. | Mejor resultado       |
| ------------------------------------------ | ---- | ---- | ---- | ---- | ---- | ---- | --------------------- |
| Campeonato de Liga de Segunda División     | 1190 | 443  | 287  | 460  | 1671 | 1686 | Campeón               |
| Promociones de descenso                    | 2    | 0    | 1    | 1    | 3    | 6    | —                     |
| Campeonato de España de Copa               | 140  | 68   | 23   | 49   | 230  | 185  | Subcampeón            |
| Copa de la Liga de España                  | 10   | 2    | 3    | 5    | 17   | 19   | Cuartofinalista       |
|                                            |      |      |      |      |      |      |                       |
| Campeonato de Liga de Segunda División "B" | 812  | 339  | 207  | 206  | 1352 | 868  | Campeón               |
| Promociones de ascenso                     | 47   | 20   | 14   | 13   | 75   | 52   | —                     |
| Campeonato de Liga de Primera Federación   | 38   | 16   | 8    | 7    | 66   | 47   | Décimo                |
| Copa Federación                            | 6    | 0    | 1    | 5    | 4    | 11   | Octavofinalista       |
|                                            |      |      |      |      |      |      |                       |
| Campeonato de Liga de Tercera División     | 664  | 374  | 138  | 152  | 1420 | 674  | Campeón               |
| Promociones de ascenso                     | 39   | 18   | 7    | 14   | 76   | 68   | —                     |
|                                            |      |      |      |      |      |      |                       |
| Recopa de Europa de la UEFA                | 2    | 1    | 0    | 1    | 4    | 6    | Dieciseisavofinalista |
| Total                                      | 2950 | 1281 | 689  | 920  | 4918 | 3622 | 12 Títulos            |
| Ver estadísticas completas                 |      |      |      |      |      |      |                       |

Desde la temporada 1990-91 el Real Madrid Castilla C. F. no puede disputar la Copa del Rey debido a la nueva normativa de la RFEF sobre equipos filiales.
Hasta la temporada 1977-78 no existía la Segunda División "B" de fútbol en España por lo que la Tercera División —hasta entonces la tercera categoría del país—, pasó a convertirse en la cuarta categoría en detrimento de la nueva división creada. Del mismo modo, en 2021 hubo una nueva reestructuración en la que las nuevas categorías de la Federación conformaron un nuevo sistema. Así, la Segunda División "B" fue sustituida por la Primera Federación, y la Tercera por la Segunda División RFEF.
La Primera División y la Segunda División son las categorías profesionales de fútbol en España desde su creación en el año 1929, debido a la profesionalización de este deporte en 1925.
El equipo podría haber ascendido en tres ocasiones a la Primera División, pero por su condición de filial finalmente su derecho a ascender directamente o jugar la promoción de ascenso le correspodería al siguiente clasificado en la Liga. Estas fueron las temporadas de 1983-84, 1987-88 y 1995-96.

## Organigrama deportivo
Para un completo detalle de la temporada en curso, véase Temporada 2023-24 del Real Madrid Castilla Club de Fútbol

### Jugadores
Antes de ser nombrado Castilla C. F., por el primigenio Agrupación Deportiva Plus Ultra pasaron jugadores como José María Zárraga, Pedro Casado, José María Vidal, Fernando Serena, Goyo Benito, Enrique Mateos o Ramón Grosso, que posteriormente integraron e hicieron carrera en el primer equipo del club, el Real Madrid Club de Fútbol, así como otros jugadores internacionales reconocidos del fútbol patrio como Juan Manuel Villa, Feliciano Rivilla, Luis Aragonés, José Macías o Ángel Lanchas.
Más tarde, por las filas del Real Madrid Castilla han pasado históricos jugadores del primer equipo procedentes de «la fábrica blanca» como: José Antonio Camacho, Isidoro San José, Isidro Díaz, García Hernández, Agustín Rodríguez, Ricardo Gallego, Francisco Pineda, José Manuel Ochotorena, Miguel Porlán Chendo, Emilio Butragueño, Míchel González, Martín Vázquez, Manolo Sanchís, Sebastián Losada, Raúl González, José María Gutiérrez Guti, Álvaro Benito, Iker Casillas, Paco Pavón, Álvaro Arbeloa, Esteban Granero, Rubén de la Red, Nacho Fernández, Dani Carvajal, Lucas Vázquez, Carlos Casemiro, Fede Valverde o Vinícius Júnior, así como futbolistas que han desarrollado el grueso de su carrera en otros equipos importantes como Juan Macua, Rafa Benítez, Juan Señor, Javier Castañeda, Javier Maté, Rafael García Cortés, Poli Rincón, Miguel Pardeza —integrante histórico de la «Quinta del Buitre»—, José Aurelio Gay, Enrique Velasco, Pepe Mel, Julio Llorente, Julen Lopetegui, José Luis Caminero, Santiago Cañizares, Ismael Urzaiz, Torres Mestre, Christopher Ohen, Mutiu Adepoju, Juan Esnáider, Luis Miguel Ramis, Dani García, José Luis Morales, Samuel Eto'o, Fernando Sanz —hijo de Lorenzo Sanz—, Luis García, Esteban Cambiasso, David Barral, Miguel Ángel Ferrer Mista, Alberto Rivera, Roberto Soldado —quien es el máximo goleador histórico del filial madridista—, Juanfran Torres, Iván Sánchez-Rico Riki, Diego López, Filipe Luís, Álvaro Negredo, Borja Valero, Juan Mata, Dani Parejo, Javi García, José Callejón, Álvaro Morata, Pablo Sarabia, o Álex Fernández, Jesé Rodríguez, Denís Chéryshev, Antonio Adán, Raúl de Tomás, Diego Llorente, Fernando Pacheco, Rubén Yáñez, Marcos Llorente, Borja Mayoral, Martin Ødegaard, Mario Hermoso, Achraf Hakimi o Sergio Reguilón como ejemplos.
| Máximos goleadores | Máximos goleadores                         | Máximos goleadores | Más partidos disputados | Más partidos disputados            | Más partidos disputados |
| ------------------ | ------------------------------------------ | ------------------ | ----------------------- | ---------------------------------- | ----------------------- |
| 1.                 | Roberto Soldado                            | 70 goles           | 1.                      | Casimiro Torres                    | 173 partidos            |
| 2.                 | Paco Machín                                | 50 goles           | 2.                      | Miguel Bernal                      | 168 partidos            |
| 3.                 | Álvaro Morata                              | 45 goles           | 3.                      | José Manuel Espinosa               | 157 partidos            |
| 4.                 | Sergio Arribas                             | 41 goles           | 4.                      | Pedro Mosquera / Francis Rodríguez | 156 partidos            |
| 5.                 | Miguel Bernal / Emilio Butragueño / Joselu | 40 goles           | 5.                      | Juanito Felipe                     | 143 partidos            |
| Ver lista completa | Ver lista completa                         | Ver lista completa | Ver lista completa      | Ver lista completa                 | Ver lista completa      |

Nota: En negrita los jugadores activos en el club.

### Plantilla
Merecen ser destacadas algunas generaciones de futbolistas del club como la generación que posteriormente conformó el «Madrid de los García» —plantilla subcampeona de la Copa de Europa que consiguió alcanzar la final del máximo torneo continental tras quince años de ausencia— o los integrantes de la «Quinta del Buitre» —equipo que conquistó cinco Ligas consecutivas y dos Copas de la UEFA—. En lo individual, los canteranos Emilio Butragueño y Raúl González fueron galardonados con dos Balones de Bronce el primero, y un Balón de Plata y un Bronze FIFA World Player el segundo.
- Como exigen las normas de la RFEF, los dorsales de los futbolistas se comprenderán entre los números 1 y 23, reservando el 1 y el 13 para los guardametas. En caso de ser necesario un tercer guardameta con licencia en el primer equipo se le reservará el dorsal número 24. Del dorsal 25 en adelante serán a todos los efectos jugadores pertenecientes a equipos filiales o dependientes, y como tales, podrán compaginar partidos con ambos equipos. Dichos jugadores deberán portar un dorsal fijo en cada uno de los partidos que intervengan.

- Según normativa UEFA, un canterano debe permanecer al menos tres años en edad formativa en el club (15-21 años) para ser considerado como tal.[72]

- Los equipos de la Primera Federación no están limitados a tener en la plantilla un número máximo de jugadores sin pasaporte de la Unión Europea. Según normativa UEFA, cada club solo puede tener en plantilla un máximo de tres jugadores extracomunitarios que ocupen plaza de extranjero. La lista incluye sólo la principal nacionalidad de cada jugador, algunos de los jugadores no europeos tienen otra nacionalidad de algún país de la UE:

| Vinícius Tobias | Brasileña      |
| Jeremy de León  | Puertorriqueña |

| Edgar Pujol      | Dominicana     | Española |
| Álvaro Rodríguez | Uruguaya       | Española |
| Nico Paz         | Argentina      | Española |
| Loren Zúñiga     | Ecuatoguineana | Española |

#### Altas y bajas 2023–24
- Los precios no se incluye IVA o sumas por objetivos, ya que no han sido efectivos.

| Altas          | Altas          | Altas                         | Altas            | Altas |
| Jugador        | Posición       | Procedencia                   | Tipo             | Costo |
| -------------- | -------------- | ----------------------------- | ---------------- | ----- |
| Marvin Park    | Defensa        | U. D. Las Palmas              | Vuelve de cesión | —     |
| Rafa Marín     | Defensa        | Deportivo Alavés              | Vuelve de cesión | —     |
| Pablo Ramón    | Defensa        | C. D. Mirandés                | Vuelve de cesión | —     |
| Reinier Jesús  | Centrocampista | Frosinone Calcio              | Vuelve de cesión | —     |
| Peter González | Centrocampista | Valencia C. F.                | Vuelve de cesión | —     |
| Javier Villar  | Centrocampista | Unionistas de Salamanca C. F. | Vuelve de cesión | —     |
| Bruno Iglesias | Centrocampista | R. C. Celta de Vigo Fortuna   | Vuelve de cesión | —     |
| Álvaro Leiva   | Centrocampista | Córdoba C. F                  | Vuelve de cesión | —     |
| Juanmi Latasa  | Delantero      | Getafe C. F.                  | Vuelve de cesión | —     |

| Diego Piñeiro      | Portero        | Real Madrid C. F. Juvenil "A" |
| Edgar Pujol        | Defensa        | Real Madrid C. F. Juvenil "A" |
| Rafael Obrador     | Defensa        | Real Madrid C. F. Juvenil "A" |
| Raúl Asencio       | Defensa        | Real Madrid C. F. "C"         |
| Loren Aguado       | Defensa        | Real Madrid C. F. "C"         |
| Jacobo Ramón       | Defensa        | Real Madrid C. F. Juvenil "A" |
| Nico Paz           | Centrocampista | Real Madrid C. F. Juvenil "A" |
| Manuel Ángel Morán | Centrocampista | Real Madrid C. F. Juvenil "A" |
| César Palacios     | Centrocampista | Real Madrid C. F. Juvenil "A" |
| Víctor Muñoz       | Centrocampista | Real Madrid C. F. "C"         |
| Gonzalo García     | Delantero      | Real Madrid C. F. Juvenil "A" |
| Álvaro Rodríguez   | Delantero      | Real Madrid C. F. Juvenil "A" |

| Bajas                                      | Bajas          | Bajas                 | Bajas         | Bajas        |
| Jugador                                    | Posición       | Destino               | Tipo          | Cobro        |
| ------------------------------------------ | -------------- | --------------------- | ------------- | ------------ |
| Lucas Cañizares                            | Portero        | S. C. Farense         | Traspaso      | —            |
| Rafa Marín                                 | Defensa        | S. S. C. Napoli       | Traspaso*     | 12.000.000 € |
| Marvin Park                                | Defensa        | U. D. Las Palmas      | Traspaso*     | 2.000.000 €  |
| Álvaro Carrillo                            | Defensa        | S. D. Eibar           | Traspaso      | —            |
| Rafael Obrador                             | Defensa        | Deportivo La Coruña   | Cesión        | —            |
| Vinicius Tobias                            | Defensa        | Shaktar Donetsk       | Fin de cesión | —            |
| Nico Paz                                   | Centrocampista | Como 1907             | Traspaso*     | 6.000.000 €  |
| Peter González                             | Centrocampista | Getafe C. F.          | Traspaso*     | 2.000.000 €  |
| Javier Villar                              | Centrocampista | Albacete Balompie     | Traspaso      | —            |
| Théo Zidane                                | Centrocampista | Córdoba C. F.         | Traspaso      | —            |
| David Gonzalez                             | Centrocampista | Burgos C. F.          | Traspaso      | —            |
| Álvaro Leiva                               | Centrocampista | Algeciras C. F.       | Cesión        | —            |
| Mario Martín                               | Centrocampista | Real Valladolid C. F. | Cesión        | —            |
| Pipi Nakai                                 | Centrocampista | S. D. Amorebieta      | Cesión        | —            |
| Esteban Aparicio                           | Delantero      | A. D. Alcorcón        | Traspaso      | —            |
| Iker Bravo                                 | Delantero      | Bayer Leverkusen      | Fin de cesión | —            |
| Nota * : reservado el 50% de sus derechos. |                |                       |               |              |

### Cuerpo técnico

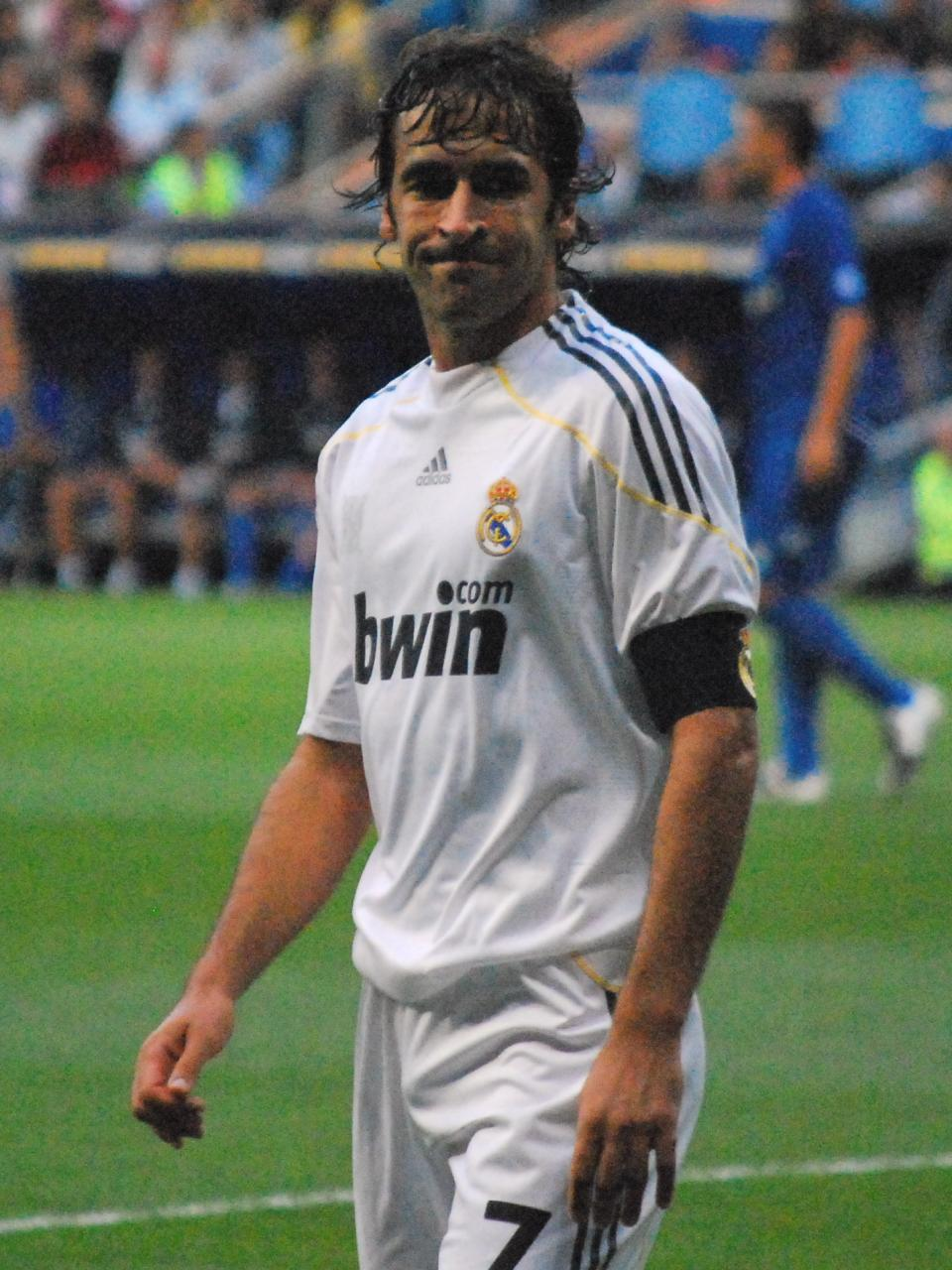
Raúl González, entrenador desde junio de 2019.

El vigente entrenador desde 2019 es Raúl González —quien fuera integrante tanto del filial como del primer equipo, además de ser el jugador con más partidos disputados como madridista (741) y su máximos goleador histórico al momento de su retirada profesional (323 goles)—. Tras superar el curso de entrenador UEFA Pro pasó a formar parte de las divisiones inferiores del club en donde fue desarrollando su labor como técnico por las diferentes categorías logrando varios campeonatos. En la temporada 2019-20 se convierte en el primer entrenador del filial, y momentáneamente del juvenil tras suspenderse las competiciones por la pandemia de COVID-19, para proclamarse Campeón de Europa. Retomadas las competiciones, el equipo obtuvo plaza en la nueva Primera Federación.
Entre los entrenadores del club también figuran otros exjugadores del club como Antonio Ruiz, Manuel Sanchís, Juan Santisteban —quien más partidos dirigió—, Amancio Amaro —quien dirigió a la «Quinta del Buitre»—, Ramón Grosso, Vicente del Bosque, Mariano García Remón, Rafa Benítez, Francisco García Hernández, Toni Grande, Paco Buyo, Míchel González, Zinedine Zidane o Santiago Solari por citar algunos. Antes de todos ellos, cuando el equipo era aún la Agrupación Deportiva Plus Ultra, contó con ilustres exintegrantes del club como Antonio Bonet, o Miguel Muñoz —antes de convertirse en el entrenador con más partidos dirigidos del primer equipo—.

### Directiva
Pese a que el club y sus competencias pertenecen al Real Madrid Club de Fútbol, el equipo filial ha contado con presidencia propia desde sus inicios hasta el año 1990. Tras dieciséis años sin presidente propio, y siendo el presidente de la entidad Florentino Pérez, instauró el 28 de julio de 2006 de nuevo el antiguo privilegio a Francisco Moreno Cariñena, socio de la entidad y compromisario desde 1982, nombrándole así primer máximo mandatario del filial blanco desde hacía décadas. El mandatario ya fue además directivo del Castilla desde 1988 hasta la llegada de Ramón Mendoza a la presidencia blanca. Este último fue sucedido en el cargo por Lorenzo Sanz.
En la actualidad la presidencia del equipo filial recae en Nicolás Martín-Sanz, tras suceder en el cargo al guadalajareño, quien obtuviese el cargo en el año 2009.
A continuación se listan los presidentes de la historia del club filial:
- Antonio Borrachero Casas (1943-1966) A. D. Plus Ultra[82]
- Juan José Borrachero Doncel (1966-90) A. D. Plus Ultra / Castilla C. F.[82]
- Ramón Mendoza (1990-95) Real Madrid Deportivo / Real Madrid "B"
- Lorenzo Sanz (1995-00) Real Madrid "B"
- Florentino Pérez (2000-06) Real Madrid "B"
- Francisco Moreno Cariñena (2006-09) Real Madrid Castilla[83]
- Nicolás Martín-Sanz García (2009-Act.) Real Madrid Castilla[83]